# Abroscopus
Abroscopus é um género de aves da família Cettiidae.

## Espécies
Este género contém as seguintes espécies:
- Abroscopus albogularis
- Abroscopus schisticeps
- Abroscopus superciliaris